# Obbialärka
Obbialärka (Spizocorys obbiensis) är en fågel i familjen lärkor som är endemisk för Somalia.

## Utseende och läte
Obbialärkan är en liten (12 cm) lärka med knubbig näbb. Den har ett tydligt ögonbrynsstreck samt mörka ögon-, mustasch- och strupesidestreck. Undersidan är vitaktig med regelbundna svartaktiga streck på bröstet och utmed flankerna. Flyktlätet är ett "tip-tip".

## Utbredning och systematik
Fågeln lever i kustnära öknar i Somalia, från Obbia till Hal Hambo. Den behandlas som monotypisk, det vill säga att den inte delas in i några underarter.

## Levnadssätt
Obbialärkan hittas i stora, bevuxna sanddyner. Häckning har konstaterats i maj, juni och november, med en kullstorlek på två till tre ägg.

## Status
Arten har ett stort utbredningsområde och beståndet anses vara stabilt. Internationella naturvårdsunionen IUCN listar den därför som livskraftig (LC).